# Réserve naturelle régionale des tourbières du Jolan et de la Gazelle
La réserve naturelle régionale des tourbières du Jolan et de la Gazelle (RNR320) est une réserve naturelle régionale située dans le département du Cantal et la région administrative Auvergne-Rhône-Alpes). Classée en 2018, elle occupe une surface de 155,83 hectares. C'est la première Réserve naturelle du Cantal.

## Localisation
Le territoire de cette réserve naturelle est situé dans le Parc naturel régional des Volcans d'Auvergne, entre les  monts du Cézallier et les monts du Cantal. Elle occupe 155,93 hectares sur la commune de Ségur-les-Villas. L'altitude moyenne y est de 1 133 m.
Cet espace protégé est bordé par la route départementale RD9 reliant Allanche à Ségur-les-Villas. Perchée au dessus de la vallée de la Santoire, elle se situe entre les villes de Murat et Riom-es-Montagne. La Gazelle, en plus d'être le nom d'un hameau proche de la Réserve, est également le nom donné au ruisseau naissant des tourbière avant de se jeter dans la Santoire. Le Jolan est le nom du deuxième hameau situé à proximité immédiate du site.

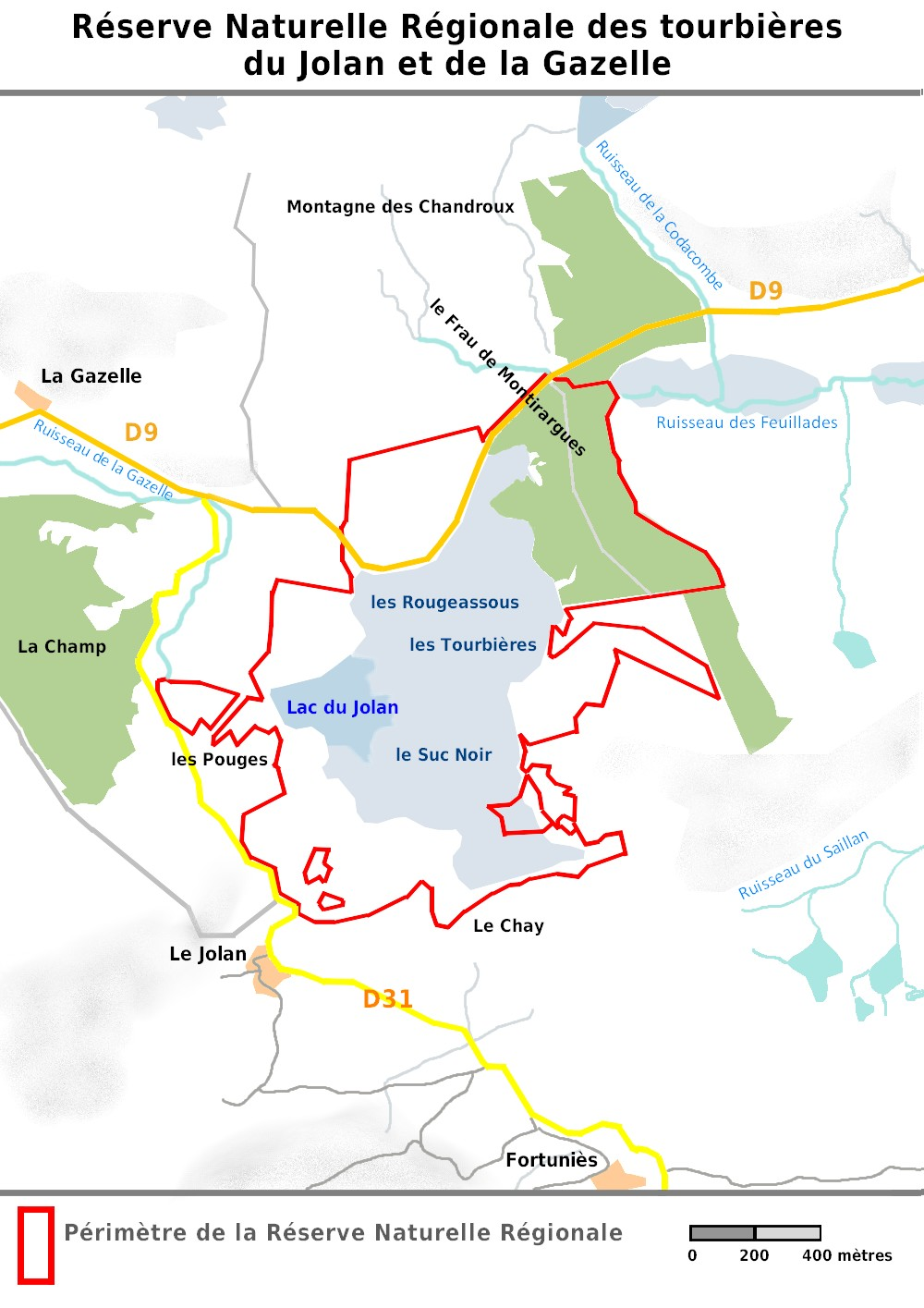
Situation et périmètre de la réserve naturelle.

## Histoire du site et de la réserve
La constitution de la réserve naturelle a suivi le calendrier suivant :
- Consultation du public sur le projet : du 9 novembre 2015 au 9 février 2016
- Retour des consultations scientifiques et institutionnelles : mars 2016
- Information du public sur la prise en compte des retours des consultations : avril à juin 2016
- Recueil de l’accord des propriétaires sur le projet : juillet à septembre 2016
- Classement de la réserve naturelle régionale par l’Assemblée régionale : 14 juin 2018[3]
- Adoption du Plan de gestion 2023/27 par le Comité consultatif : 29 août 2022

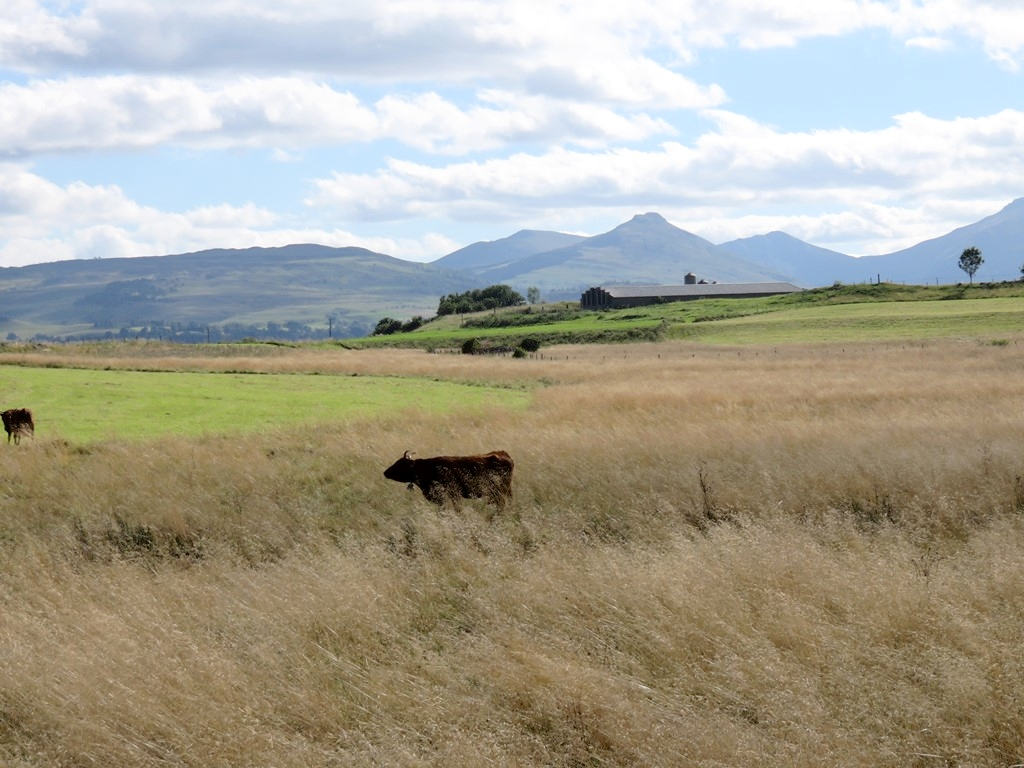
Vue sur les tourbières et les Monts du Cantal
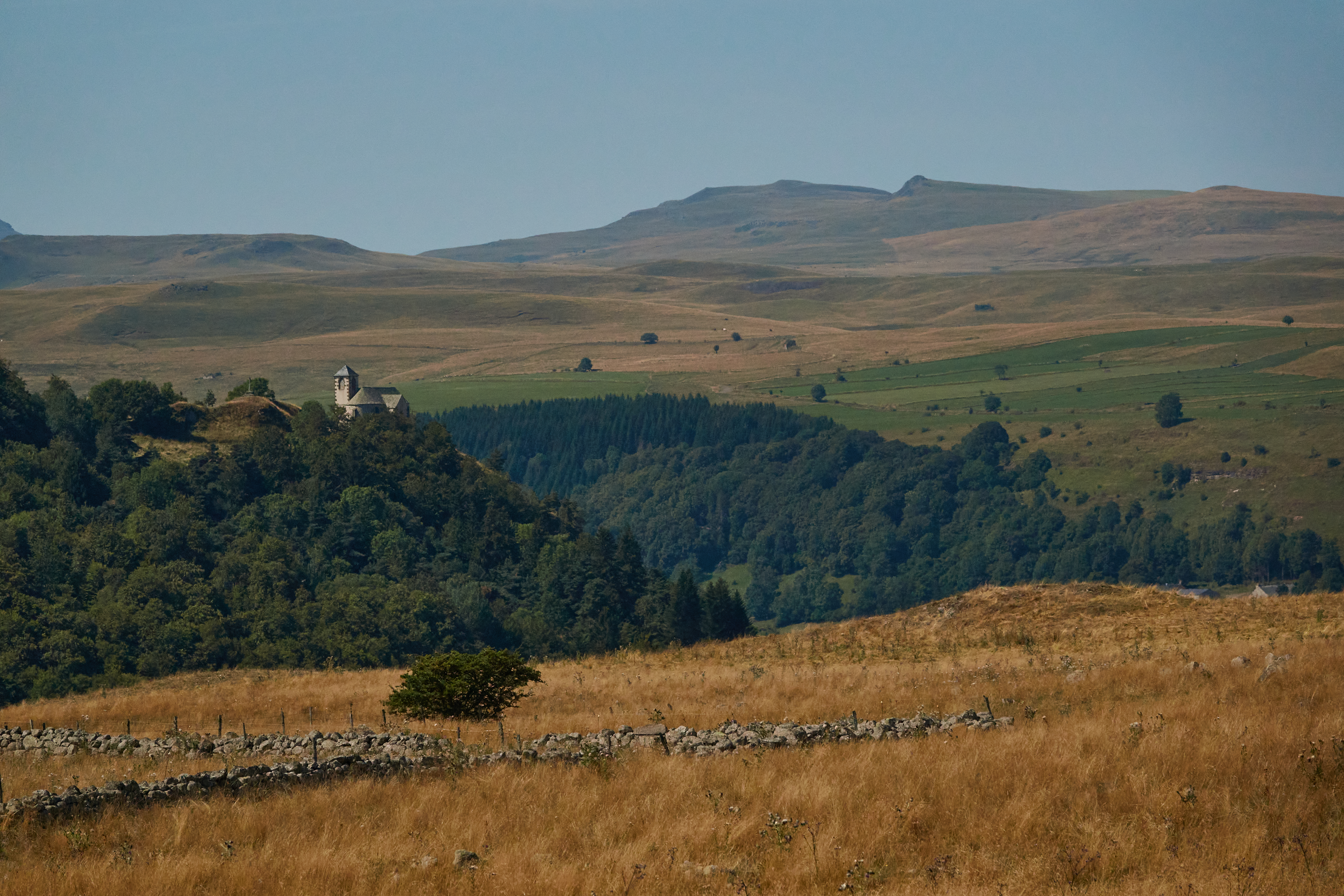
Vue depuis le Cézallier : Vallée de la Santoire, plateau du Limon et Monts du Cantal.
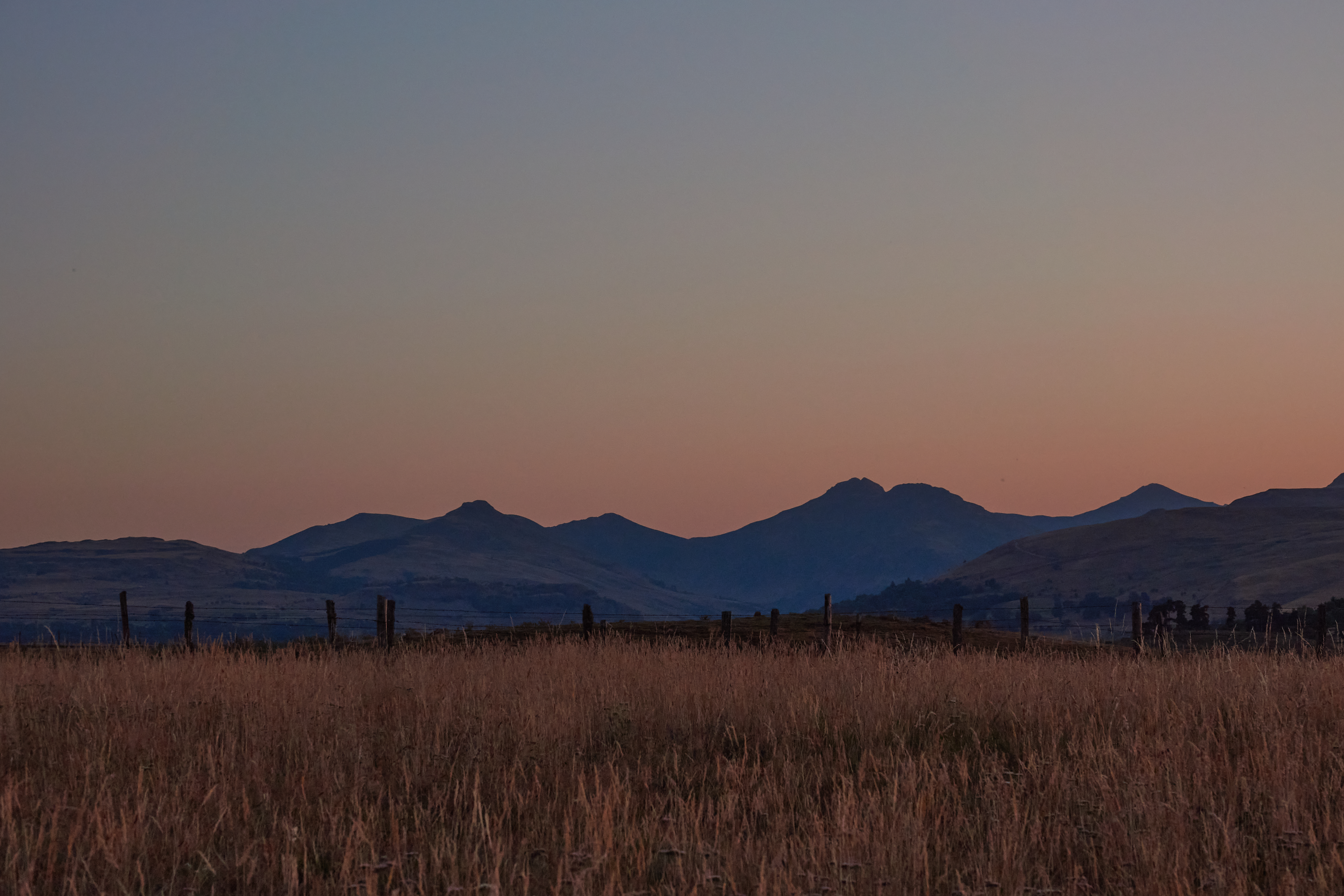
Vue sur les Monts du Cantal depuis Montirargues.
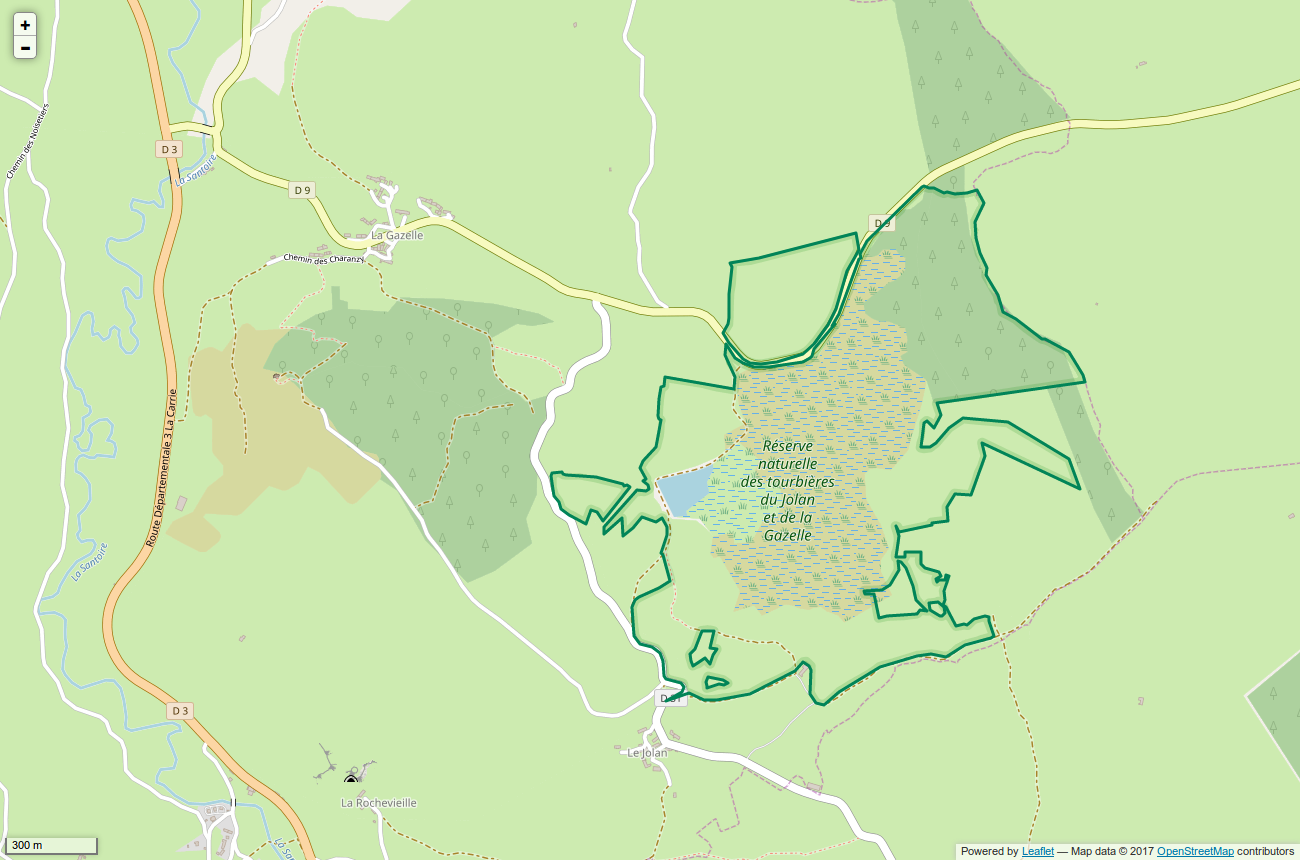
Périmètre de la réserve naturelle.

## Intérêt écologique
Le principal intérêt écologique du site réside dans la présence de tourbières. Celles-ci sont intégrées à un ensemble paysager de grande valeur, sur un bassin versant topographique de près de 200 ha composé de pâturages d’estives, de prairies de fauche et de plantations de résineux. Différents milieux tourbeux et para-tourbeux se côtoient sur le site : des buttes à sphaignes (milieux ombrotrophes), des tremblants (milieux minérotrophes), des prairies inondées oligo-mésotrophes, des nardaies acidiclines montagnardes et des mégaphorbiaies mésotrophes montagnardes.

### Faune
- Mammifères : loutre d'Europe...
- Oiseaux nicheurs : Sarcelle d'été, Sarcelle d'hiver, Marouette ponctuée, Bécassine des marais, Râle d'eau,Gallinule poule-d'eau, Pie-grièche grise...
- Oiseaux migrateurs : Canard siffleur, Canard souchet, Aigrette garzette, Héron pourpré, Grande aigrette, Butor étoilé, Cigogne noire, Cigogne blanche, Faucon émerillon, Faucon hobereau, Faucon pèlerin, Busard des roseaux, Busard Saint-Martin, Busard cendré, Combattant varié, Bécasse des bois, Chevalier aboyeur, Chevalier sylvain, Guifette moustac, Guifette noire, Pic noir, Hirondelle de rivage...
- Reptiles et amphibiens : Grenouille rousse, Triton palmé, Vipère péliade, Lézard vivipare, Couleuvre à collier, Alyte accoucheur, Crapaud calamite, Triton crêté
- Papillons : Cuivré de la bistorte, Azuré du serpolet, Damier de la succise...
- Libellules : Leucorrhine à gros thorax, Cordulie arctique, Cordulie à taches jaunes, Agrion à lunules, Agrion hasté...
- Criquets, sauterelles et grillons : Decticelle des bruyères, Criquet palustre , Grillon des marais[4]...

### Flore

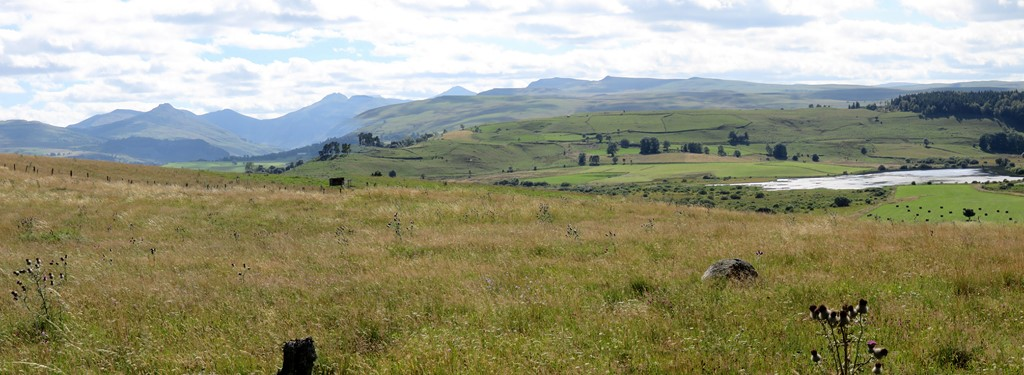
La tourbière du Jolan et les Monts du Cantal en arrière-plan.

- Andromeda polifolia
- Carex limosa
- Drosera rotundifolia
- Luronium natans
- Vaccinium microcarpum
- Vaccinium oxycoccos
- Cicuta virosa
- Salix bicolor
- Sphagnum sp.
- Calamagrostis stricta
- Carex dioica
- Ceratophyllum demersum[4]...

## Administration, plan de gestion, règlement

### Outils et statut juridique
La réserve naturelle a été créée par une délibération du Conseil régional du 14 juin 2018. Elle est gérée par le syndicat mixte du Parc naturel régional des Volcans d'Auvergne.